# Lyponia laticornis
Lyponia laticornis là một loài bọ cánh cứng trong họ Lycidae. Loài này được Fairmaire miêu tả khoa học năm 1900.